# Leigh (Surrey)
Leigh – wieś w Anglii, w hrabstwie Surrey, w dystrykcie Mole Valley. Leży 35 km na południe od centrum Londynu. Miejscowość liczy 856 mieszkańców.